# Гринуичка обсерватория
Гринуичката кралска обсерватория (на английски: Royal Observatory, Greenwich) е обсерватория, намираща се в Гринуичкия парк в Лондон. Тя играе важна роля в историята на астрономията и навигацията и е най-известна с това, че началният меридиан преминава през нея, откъдето произлиза и Гринуичкото средно време. Кодът на обсерватория по IAU е 000 – първата в списъка.
Обсерваторията е основана през 1675 г. от крал Чарлз II, като първият камък е положен на 10 август. Мястото е избрано от Кристофър Рен. По това време кралят създава и длъжността кралски астроном, който да служи като директор на обсерваторията. Назначава Джон Фламстед като първи кралски астроном. Сграда е завършена през лятото на 1676 г. Тя често бива наричана „Къщата на Фламстед“ във връзка с първия ѝ обитател.
Научната работа на обсерваторията се премества на други места поетапно през първата половина на 20 век, а Гринуич в днешно време се поддържа почти единствено като музей, макар един от телескопите на обсерваторията да се използва за астрономически изследвания към 2018 г.

## История

### Местоположение
На мястото на обсерваторията преди е имало много сгради още от времето на Уилям I. В Гринуичкия дворец, на мястото на днешния Национален морски музей, са родени Хенри VII и дъщерите му Мария I Тюдор и Елизабет I. Тюдорите използват ловна хижа на върха на хълма, където днес се намира обсерваторията. Тази хижа е любимо място на Хенри VII, където да се вижда с любовниците си, тъй като лесно пътува от двореца, за да се види с тях.

### Основаване
Създаването на кралска обсерватория е предложено през 1674 г. от Джонас Мур, който убеждава крал Чарлз II да построи обсерватория, на която Джон Фламстед да стане директор. Задачата по построяването е възложена на Артилерийската служба, а Мур предоставя ключови инструменти и оборудване за обсерваторията на лични разноски. Къщата на Фламстед, първоначалната част на обсерваторията, е проектирана от Кристофър Рен, вероятно подпомаган от Робърт Хук, и е първото научно изследователско съоръжение, създадено с тази цел, във Великобритания. Къщата е построена за 520 паунда главно от рециклирани материали върху основите на кулата на херцог Хъмфри, която предшества ловната хижа.
Първоначално обсерваторията разполага с изследователските инструменти, които ще се използват от Фламстед по работата си върху звездните таблици, но с течение на времето започва да включва допълнителни отговорности, като например отбелязване на официалното време на деня.
Мур дарява два часовника, построени от Томас Томпион, които се поставят в 6-метровата октагонална зала – главната стая на зданието. Те са с необичаен дизайн, всеки с 4-метрово махало, даващо период от 4 секунди и точност, която е ненадмината по това време – до 7 секунди на ден.

### Гринуички меридиан
Британските астрономи отдавна използват Гринуичката обсерватория като основа за измервания. Четири отделни меридиана са преминавали през сградите, определяни от последователни инструменти. Основата на географската дължина, меридианът, който преминава през меридианния кръг на Джордж Бидъл Еъри, използван за пръв път през 1851 г., е приет за начален меридиан на света на Международната меридианна конференция във Вашингтон на 22 октомври 1884 г. Впоследствие, страните по света започват да го използват за стандарт при картографирането и отчитането на време. Началният меридиан е обозначен с месингова (по-късно заменена със стоманена) ивица в двора на обсерваторията, след като сградите стават музеен комплекс през 1960 г., а след 16 декември 1999 г. е маркиран от мощен зелен лазер, светещ на север в нощното небе над Лондон.
От първата триангулация на Великобритания в периода 1783 – 1853 г. картите на Артилерийската служба се базират на по-ранна версия на Гринуичкия меридиан, определен от преходния инструмент на Джеймс Брадли. Когато кръгът на Еъри (5,79 m на изток) става отправна точка на меридиана, разликата от промяната се счита за достатъчно малка за да бъде пренебрегната. Когато между 1936 и 1962 г. се провежда повторна триангулация, учените откриват, че в старата система географската дължина на международния Гринуички меридиан не е 0°, а 0°00'00.417" (около 8 m) на изток. Освен промяна на отправната линия, несъвършенствата на проучвателната система добавят още разминавания между определението и реалността, така че линията на Брадли вече се е намирала на 0°00'00.12" източно (около 2,3 m).
Този остарял начален меридиан се заменя с по-прецизен такъв. Когато Гринуич е активна обсерватория, географските координати се сверяват спрямо местен сплеснат сфероид (датум), чиято повърхност прилича местното средно морско равнище. Няколко датума се използват по света, всеки представляващ различен сфероид, тъй като средното морско равнище може да се люлее в граници от 100 m в световен мащаб. Съвременните геодезични отправни системи използват един-единствен сплеснат сфероид, фиксиран спрямо гравитационния център на Земята. Промяната от няколко местни сфероида към един световен кара всички географски координати да се променят, понякога със стотици метри. Началният меридиан на тези съвременни отправни системи е 102,5 m източно от Гринуичкия астрономически меридиан, представян от стоманена ивица, която днес е 5,31 арксекунди на запад.
Международното време от края на 19 век до стандарта UT1 се базира на уравненията на Саймън Нюком, което ще рече около 0,18 секунди изоставане преди UT1 (или 2,7 арксекунди) към 2013 г.

### Гринуичко средно време
Гринуичкото средно време (GMT) до 1954 г. се основава на небесните наблюдения, които се провеждат в обсерваторията, а по-късно провеждащи се и в други обсерватории. През 1935 г. Гринуичкото средно време официално е наследено от Универсалното време (UT), но все още често се нарича GMT. Днес то се изчислява спрямо наблюденията на извънгалактични радиоизточници.
За да помага на моряците на пристанището и други около обсерваторията за синхронизацията на часовниците им спрямо GMT, през 1833 г. кралският астроном Джон Понд поставя видима топка на времето, която се спуска всеки ден точно в 13:00 часа от върха на обсерваторията. Първоначално тя се спуска от оператор, а от 1852 г. се спуска автоматично чрез електрически импулс. И до днес топката се спуска по същото време.

### Бомбен атентат от 1894 г.
Обсерваторията е обект на бомбен атентат на 15 февруари 1894 г. Бомбата е детонирана случайно в парка Гринуич, близо до обсерваторията, докато 26-годишният френски анархист Марсиал Бурден я пренасял. Той умира от раните си половин час по-късно. Така и не става известно дали като цел е била избрана обсерваторията или взривът е бил предназначен за съвсем друго място. Инцидентът е увековечен от Джоузеф Конрад в романа „Тайният агент“, а Хичкок заснема филма Саботаж по романа.

### Началото на 20 век
През по-голямата част от 20 век кралската обсерватория не се намира в Гринуич. Последният път, когато всички департаменти се намират там, е през 1924 г. – през тази година електрифицирането на железници засяга отчитанията на департаментите по магнетизъм и метеорология и магнитната обсерватория е преместена в Абинджър. Преди това да се случи, на обсерваторията се налага да настоява електрическите трамвайни линии в околността да не използват земята за връщане на тяговите токове.
След началото на Втората световна война през 1939 г. много департаменти са временно евакуирани извън обсега на немските бомбардировачи към Абинджър, Брадфорд на Ейвън, Бристол и Бат, а дейностите в Гринуич са сведени до минимум.
На 15 октомври 1940 г., по време на Блица, портите на двора са разрушени от пряко бомбено попадение. Стената над часовника на портите се срутва, а циферблатът на часовника е повреден. Щетите са поправени след края на войната.

### Замък Херстмонсо
След войната, през 1947 г. е взето решение Гринуичката обсерватория да се премести в замъка Хертсмонсо, 70 km югоизточно от Гринуич, близо до Хейлшам в Източен Съсекс, поради замърсяването със светлина в Лондон. Обсерваторията започва да се нарича Гринуичка кралска обсерватория, Херстмонсо. Въпреки че кралският астроном Харолд Спенсър Джоунс се мести в замъка през 1948 г., останалият персонал пристига доста по-късно, след завършването на сградите през 1957 г. Малко след това и другите разпръснати департаменти на обсерваторията се събират отново заедно в Херстмонсо.
От 1957 нататък лондонската площадка на обсерваторията е превърната в музей и център за различни прояви.
През 1967 г. в Херстмонсо е построен телескопът „Исак Нютон“, но през 1979 г. е преместен в обсерваторията Роке де лос Мучачос на Канарските острови. През 1990 г. Гринуичката обсерватория е преместена отново, този път в Кеймбридж. С решение на Съвета по физика на частиците и астрономия площадката в Херстмонсо е затворена през 1998 г., като функциите ѝ се поемат от други организации. Замъкът става дом на Международния изследователски център към университета Куийнс в Кингстън (Канада).

### Завръщане към активно ползване
През 2018 г. в обсерваторията в Гринуич е инсталиран телескоп, носещ името на Ани Мондър (Annie Maunder Astrographic Telescope (Amat)), една от първите жени, работили в обсерваторията.. Така астрономическите наблюдения се възобновяват след 60-годишна пауза. Телескопът представлява съвкупност от четири отделни инструмента, които се използват за астрономически изследвания. Пуснат е в експлоатация за пръв път през юни 2018 г. Съдържа:
- 14-инчов отражател, способен да прави снимки с висока резолюция на Слънцето, Луната и планетите.
- Инструмент за наблюдение на Слънцето.
- Инструмент със сменяеми филтри за наблюдаване на отдалечени мъглявини при различна дължина на вълната.
- Телескоп с общо предназначение.

Разходите за оперативна дейност, възлизащи на 150 000 паунда, се набавят от субсидии, музеи и публични дарения.

## Музей
Сградите на обсерваторията в Гринуич стават музей на астрономически и навигационни инструменти и са част от комплекса Кралски музеи Гринуич. Сред по-известните образци са палубният часовник на Джон Харисън и трите му по-ранни морски хронометри – и четирите са собственост на Министерството на отбраната на Великобритания. Изложени са още много артефакти, документиращи историята на отчитането на времето за навигационни и астрономически цели, включително и руският часовник на Федченко, най-точният часовник с махало. В музея се съхранява и 28-инчов екваториален рефракторен телескоп от 1893 г., най-големият по рода си във Великобритания.
През февруари 2005 г. започва реконструкционен проект за 16 милиона паунда, включващ нов планетариум и още галерии и образователни съоръжения. Гринуичката обсерватория отваря врати отново на 25 май 2007 г. с нов планетариум със 120 места.